# Cyathostemma argenteum
Cyathostemma argenteum là loài thực vật có hoa thuộc họ Na. Loài này được (Blume) J.Sinclair mô tả khoa học đầu tiên năm 1951.